# Trachylepis tandrefana
Trachylepis tandrefana este o specie de șopârle din genul Trachylepis, familia Scincidae, descrisă de Nussbaum, Raxworthy și Ramanamanjato 1999. A fost clasificată de IUCN ca specie cu risc scăzut. Conform Catalogue of Life specia Trachylepis tandrefana nu are subspecii cunoscute.

## Galerie

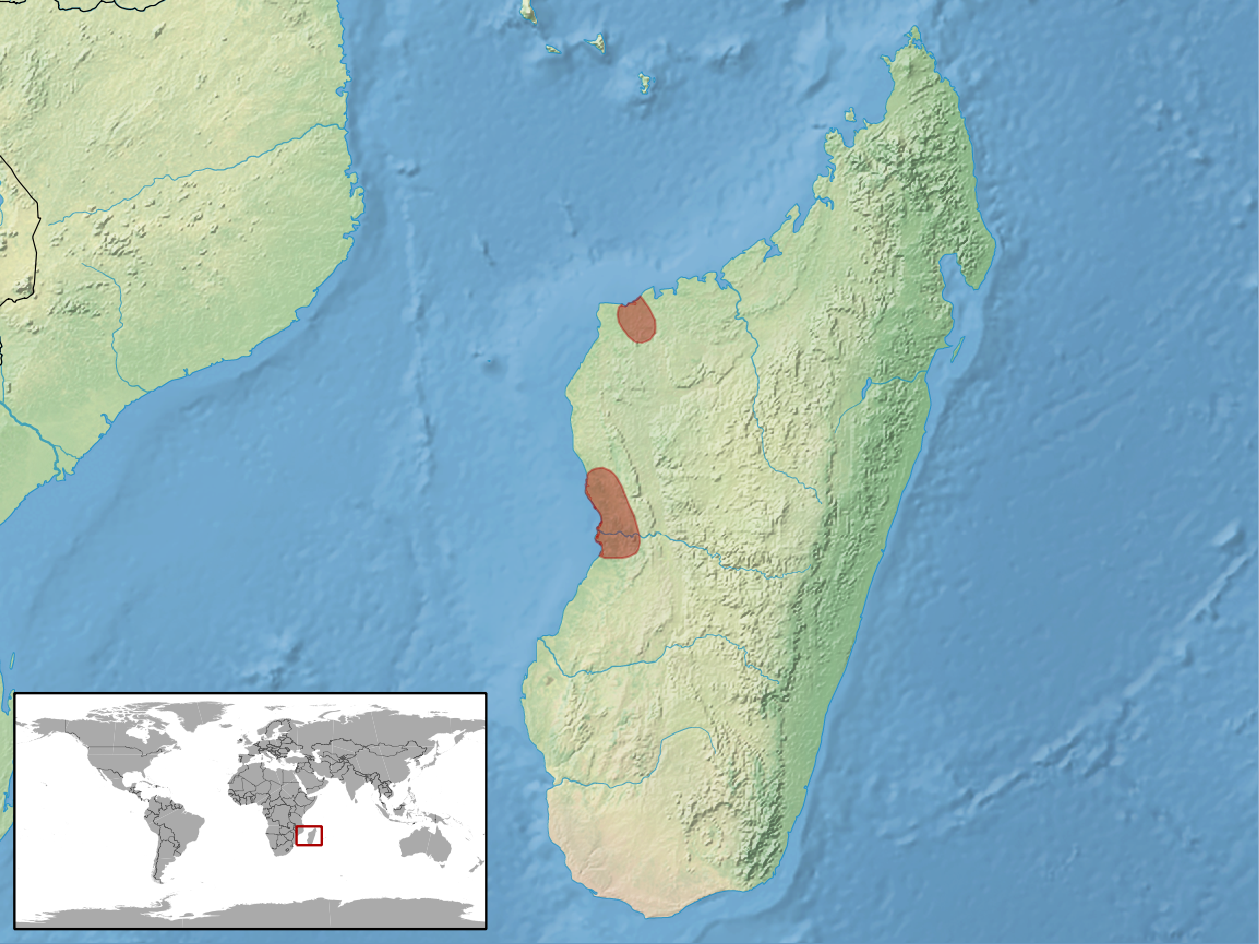